# Kokpekty
Le Kokpekty est une rivière du Kazakhstan, qui coule sur le territoire de l'oblys du Kazakhstan-Oriental. C'est un affluent de l'Irtych dans lequel il se jette en rive gauche au niveau du lac Zaysan. C'est donc un sous-affluent de l'Ob.

## Géographie
Le Kokpekty prend naissance sur le versant sud des hauteurs qui prolongent l'Altaï vers l'ouest, qui descendent progressivement vers le Kazakhstan central, et qui constituent le rebord sud-ouest du bassin de l'Irtych. Le cours de la rivière est globalement orienté du nord-ouest vers le sud-est en direction du lac Zaysan, lequel fait partie du cours de l'Irtych. Le Kokpekty se jette dans ce dernier en rive gauche, à l'extrémité nord-ouest du lac. 
Son bassin versant couvre approximativement 4 400 kilomètres carrés.

## Hydrométrie - Les débits mensuels à Kokpekty
Cours d'eau coulant en région aride, le Kokpekty est peu abondant et très irrégulier. 
Son débit a été observé pendant 32 ans (durant la période 1953-1987) à Kokpekty, petite ville située à 78 kilomètres en amont de sa confluence avec l'Irtych au niveau du lac Zaysan. 
Le débit inter annuel moyen ou module observé à Kokpekty durant cette période était de 4,40 m3/s pour une surface prise en compte de 4 340 km2, soit près de la totalité du bassin versant de la rivière. La lame d'eau écoulée dans ce bassin se monte ainsi à 32 millimètres par an, ce qui est modeste et résulte de la faiblesse des précipitations dans l'ensemble du bassin.
Rivière alimentée essentiellement par la fonte des neiges, le Kokpekty est un cours d'eau de régime nival. 
Les hautes eaux se déroulent au printemps, aux mois d'avril et de mai, ce qui correspond au dégel et à la fonte des neiges de son bassin. Au mois de mai, le débit baisse déjà fortement, et cette chute se poursuit en juin puis en juillet, ce qui mène directement à la période des basses eaux. Celle-ci a lieu de juillet à mars inclus. 
Le débit moyen mensuel observé en février (minimum d'étiage) est de 0,27 m3/s (270 litres), soit plus ou moins 1 % du débit moyen du mois d'avril, maximum de l'année (26,3 m3/s en moyenne), ce qui souligne l'amplitude extrêmement élevée des variations saisonnières. Et ces variations peuvent être encore plus marquées suivant les années : sur la durée d'observation de 32 ans, le débit mensuel minimal a été de 0,01 m3/s en décembre 1974, tandis que le débit mensuel maximal s'élevait à 79,1 m3/s en avril 1977.